# ChessBase
ChessBase GmbH è un'azienda informatica tedesca con sede ad Amburgo che commercia software scacchistico. Produce e commercia database di partite di scacchi e software per la loro visualizzazione e gestione, motori scacchistici e un'interfaccia grafica per interagire con i motori e i database. Possiede inoltre un server commerciale per il gioco online, Playchess, e un sito di informazione scacchistica, ChessBase News.

## Storia
L'azienda è stata fondata nel 1986 da Frederic Friedel e Matthias Wüllenweber. Il primo è un giornalista scientifico che si interessava di computer scacchistici e aveva fatto la conoscenza di diversi grandi scacchisti (nell'anno precedente aveva conosciuto Kasparov), mentre il secondo è un fisico che stava già lavorando su un database scacchistico per Atari ST. Successivamente, grazie al lavoro di Mathias Feist, il database di Wüllenweber è stato portato su PC IBM con sistema operativo MS-DOS e rilasciato in versione 3.0 per Atari e PC. L'ultima versione per Atari è stata la 4.0, la quale includeva il motore scacchistico Fritz, sviluppato da Feist insieme a Frans Morsch.

### La controversia legale con Stockfish
Nel febbraio del 2021 Chessbase è stata accusata da uno dei fondatori di Stockfish, Tom Romstad, di aver utilizzato il codice del noto motore scacchistico open source senza aver rispettato la licenza GPLv3. Il cosiddetto copyleft utilizzato della GNU permette infatti di copiare, modificare e migliorare un software a patto che il codice sorgente venga distribuito insieme al programma, cosa incompatibile con il carattere proprietario di Fritz e derivati. Il 18 febbraio viene rilasciato un comunicato stampa congiunto Stockfish, Leela Chess Zero e Lichess, dove viene sostenuto che Fat Fritz 2 non sia altro che Stockfish 13 con una diversa rete neurale e con una forza addirittura minore del suo omologo. Intervistato da Chess.com, Matthias Wüllenweber, uno dei fondatori dell'azienda tedesca, ha dichiarato che il debito di Fat Fritz 2 verso Stockfish è sempre stato chiaro nella presentazione del programma, ma che è stato un errore non essersi prima confrontati con il gruppo del motore open source, come era avvenuto per la prima versione di Fat Fritz (Fritz 17), quando, secondo Wüllenweber, ci sarebbe stato un confronto preventivo con il gruppo di Leela Chess.
Il 20 luglio del 2021 il team di Stockfish ha annunciato di aver citato in giudizio l'azienda tedesca per aver violato i termini della licenza open source del motore, e per aver continuato a distribuire Fat Fritz con il codice sorgente di Stockfish, nonostante la revoca della licenza risalente al febbraio precedente. Il giorno successivo arrivano altre accuse da parte del team di lichess, secondo il quale non solo Fat Fritz avrebbe implementato il codice di Stockfish violando la licenza GPLv3, ma anche Houdini 6, un altro motore distribuito dalla Chessbase.
Nel novembre del 2022, il tribunale di Monaco ha stabilito che l'azienda tedesca  può continuare a distribuire i prodotti incriminati a patto che utilizzi la licenza GPL 3.0 e informi adeguatamente i suoi clienti dell'utilizzo del codice sorgente di Stockfish. Per la durata di un anno, tuttavia, Chessbase non potrà utilizzare il software di Stockfish nei propri prodotti e dovrà rendere esplicito sul proprio sito web l'utilizzo di Stockfish in Fat Fritz 2 e Houdini 6. Chessbase dovrà anche rendere pubblico l'utilizzo di qualsiasi software open source e distribuire il relativo codice sorgente. A tal fine viene istituito il dominio foss.chessbase.com, dove "FOSS" sta per "Free and Open Source Software", che sarà a cura di un ufficiale interno all'azienda che prenderà il nome di "Free Software Compliance Officer". La violazione di questo accordo prevede una richiesta di risarcimento a favore della Free Software Foundation Europe.

## Database

ChessBase Reader 2013 su Windows 7.

Il prodotto commerciale principale di ChessBase è un database di partite di scacchi, distribuito su supporto fisico o con accesso on-line. Altri database commercializzati da ChessBase riguardano il gioco per corrispondenza e le posizioni d'apertura. 
ChessBase è anche il nome del software per Microsoft Windows prodotto dalla compagnia stessa per accedere e modificare i database e analizzare le partite con motori UCI. Usa un formato proprietario per i database (.cbh) ma supporta anche il formato libero PGN. La prima versione del software risale al gennaio 1987, girava su Atari ST ed era stata sviluppata per Garri Kasparov. Una versione gratuita (chiamata Chessbase Light e in seguito ChessBase Reader) con funzionalità ridotte è stata distribuita a partire dal 2007.

## Pocket Fritz
Pocket Fritz è un software di scacchi per Pocket PC, che oltre alle funzionalità di gioco consente l'analisi e la consultazione di database in locale e in linea.

## Playchess
Chessbase è proprietaria del server Playchess.com, uno dei più grandi server dedicati al gioco degli scacchi online, in competizione con altri server commerciali come Internet Chess Club e il non commerciale FICS. Il server è accessibile tramite un'applicazione client (applicazione Windows, client java per vari telefoni cellulari, client Android e iOS), affiancata nel 2013 da un'interfaccia web che consente di giocare dal browser.

## Editoria
Chessbase gestisce un sito web di notizie sugli scacchi, chiamato ChessBase News, disponibile in inglese, tedesco e spagnolo. Pubblica inoltre una rivista bimestrale, ChessBase Magazine, e materiale cartaceo multimediale sul gioco degli scacchi.